# Championnat de Pologne féminin de football 2008-2009
Navigation
Édition précédente Édition suivante
Le Championnat de Pologne de football féminin 2008-09 a commencé le 15 août 2008 et se terminera le 23 mai 2009, sur un système aller-retour où les différentes équipes s'affrontent deux fois par phase. Le AZS Wrocław  est le champion en titre depuis huit saisons d'affilée.

## Clubs participants
- AZS Wrocław
- Medyk Konin
- RTP Unia Racibórz
- AZS PWSZ Biała Podlaska
- Praga Warszawa
- Gol Częstochowa

## Classement
| Rang | Équipe                  | Pts | J  | G  | N | P  | Bp | Bc | Diff |
| ---- | ----------------------- | --- | -- | -- | - | -- | -- | -- | ---- |
| 1    | RTP Unia Racibórz       | 53  | 20 | 17 | 2 | 1  | 78 | 11 | +67  |
| 2    | AZS Wrocław (T)         | 45  | 20 | 13 | 6 | 1  | 68 | 12 | +56  |
| 3    | Medyk Konin (V)         | 30  | 20 | 9  | 3 | 8  | 49 | 32 | +17  |
| 4    | AZS PWSZ Biała Podlaska | 20  | 20 | 5  | 5 | 10 | 16 | 32 | -16  |
| 5    | Praga Warszawa (P)      | 15  | 20 | 4  | 3 | 13 | 19 | 89 | -70  |
| 6    | Gol Częstochowa         | 6   | 20 | 1  | 3 | 16 | 10 | 64 | -54  |

| Légende : Qualifications et relégations | Légende : Qualifications et relégations                                                |
| --------------------------------------- | -------------------------------------------------------------------------------------- |
|                                         | Ligue des champions féminine de l'UEFA 2009-2010 (seizièmes de finale)                 |
|                                         | Barrages de relégation contre le 2e de 2e division                                     |
|                                         | Relégation en 2e division                                                              |
|                                         | (T) : Tenant du titre 2007-2008 (V) : Vice-champion 2007-2008 (P) : Promu en 2007-2008 |

## Meilleures buteuses
- Anna Żelazko est élue meilleure buteuse du championnat avec 29 buts (AZS Wrocław)
- Patrycja Wiśniewska (Unia Racibórz), 27 buts
- Anna Gawrońska (Medyk Konin), 17 buts